# Bilafond La
Der Bilafond La, auf Deutsch „Bilafond-Pass“, auch Saltoro-Pass oder „Pass der Schmetterlinge“ genannt, ist mit einer Scheitelhöhe von 5.450 Metern über Meereshöhe ein Hochgebirgspass in den Saltoro-Bergen, der sich westlich des Siachengletschers befindet, etwa 40 km nördlich des Geokoordinatenpunktes NJ 980420.
Auf dem Siachengletscher liegt die Line of Control, die die Grenze zwischen Indien und Pakistan markiert. Der Pass befindet sich im östlichen Karakorum.

## Lage
Der Bilafond La liegt unmittelbar südöstlich des Saltoro Kangri in der Kette der Saltoro-Berge auf der Südwestseite des Siachen-Gletschers. Er stellt eine Übergangsmöglichkeit vom westlichen Industal über das Shyok-Tal zu den Bergen des mittleren und oberen Siachen-Gletschers dar und wurde zu diesem Zweck von verschiedenen Besteigungsexpeditionen überquert.
Auf der Nordostseite beginnt am Bilafond La der Lolofond-Gletscher, ein Seitengletscher des Siachen. Dessen Schmelzwasser fließt als Nubra-River dem Shyok zu. 
Auf der Südwestseite des Passes beginnt der Bilafond-Gletscher, dessen Abfluss, der Ghyari, bei Goma in den Dansam mündet. Dieser wiederum vereint sich bei der Ortschaft Dansam mit dem vom Kondus- und Kaberi-Gletscher kommenden Kondus zum Saltoro, der wiederum westwärts fließend in den Hushe River mündet, kurz bevor dieser bei Khaplu in den Shyok fließt.

## Bedeutung des Passes
Weitere Pässe innerhalb des Saltoro Muztagh sind Sia La (über den Kondus-Gletscher erreichbar) und Gyong La (über den Gyong Fluss und -Gletscher erreichbar). Diese drei Pässe wurden während der Operation Meghdoot der indischen Armee im Siachen-Konflikt am 13. April 1984 besetzt. Diese kämpferische Auseinandersetzung sind Teil des seit 1947 schwelenden Kaschmir-Konflikts zwischen Indien und Pakistan. Aufgrund der bedeutenden strategischen Lage dieses Passes versuchte Pakistan seit 1984 mit wenig Erfolg die indischen Streitkräfte zu vertreiben. Der bekannteste Angriff wurde im Jahre 1987 von Pervez Musharraf, dem späteren Präsidenten von Pakistan, mit pakistanischen Spezialkräften, die von US-amerikanischen Spezialstreitkräften unterstützt wurden, durchgeführt. Diese Spezialtruppe von 8000 Mann wurde in Khaplu gebildet. Sie eroberten den Bilafond La nur zeitweilig und wurden im Kampf Mann gegen Mann wieder auf ihre ursprüngliche Position zurückgeworfen. Deshalb ist eine Überquerung zu alpinistischen Zwecken nicht möglich.

## Begehung des Passes
1976 überquerte eine japanische Expedition von H. Misawa den Bilafond-Pass und erstieg mit weiteren sieben Bergsteigern erstmals Apsarasas I. 1980 fuhren Amerikaner mit Skiern auf der Ost-West-Traverse den Karakorum in Richtung des Bilafondgletschers und querten ihn.
1980 und gingen einige Trekker vom Westen über den Pass. Im September 1983 ging ein indisches Frauenteam mit Bachendri Pal über den Pass. Sieben Bergsteiger aus Japan erstiegen den Singhi Kangri über den Staghargletscher. Dabei mussten sie den Bilafond-Pass ersteigen und den Turkestan La von Pakistan aus. 1981 erreichte eine Expedition der indischen Armee, die vom Oberst N. Kumar geführt wurde, die oberen Gletscher über das Nubra-Tal. Sie erkletterten den Saltoro Kangri I, Sia Kangri I, erreichten den Indira Col (West), den Sia La, den Turkestan La und den Bilafond-Pass.